# Stephen Hughes (Fußballspieler, 1976)
Stephen John Hughes (* 18. September 1976 in Reading) ist ein ehemaliger englischer Fußballspieler. Zumeist im linken oder zentralen Mittelfeld eingesetzt, gewann er 1998 mit dem FC Arsenal die englische Meisterschaft. Im Team von Arsène Wenger kam er jedoch zumeist über die Rolle des Einwechsel- und Ergänzungsspielers nicht hinaus und wechselte dann im März 2000 für gut ein Jahr zum FC Everton, bevor er bis zu seinem Karriereende im Jahr 2009 in den unteren Profiligen aktiv war. Dabei hinterließ der achtfache englische U-21-Nationalspieler in den vier Jahren zwischen 2004 und 2008 beim Zweitligisten Coventry City den nachhaltigsten Eindruck.

## Profikarriere

### FC Arsenal (1995–2000)
Nach dem Gewinn des FA Youth Cups 1994 mit der Nachwuchsmannschaft des FC Arsenal debütierte Hughes als linker Mittelfeldspieler am Boxing Day desselben Jahres per Einwechslung gegen Aston Villa (0:0) in der Premier League. Ein halbes Jahr später unterzeichnete er seinen ersten Profivertrag bei den „Gunners“, aber außer einem weiteren Ligaauftritt im Februar 1996 gegen Coventry City und einer Berufung für die Ersatzbank im Rückspiel des Ligapokal-Halbfinals gegen Aston Villa waren Hughes’ sportliche Aussichten in der ersten Mannschaft limitiert. Erst mit der Ankunft von Arsène Wenger als neuer sportlicher Leiter schienen sich die Dinge in der Spielzeit 1996/97 zum Besseren zu wenden. Mittlerweile gleichsam in der englischen U-21-Auswahl zum Kapitän und in der Reservemannschaft zum Führungsspieler aufgestiegen, erhielt Hughes am 14. Januar 1997 per Einwechslung gegen den AFC Sunderland seine nächste Chance. Vier Tage später schoss er im FA Cup gegen denselben Gegner sein erstes Tor für Arsenal und im weiteren Saisonverlauf kam er noch 14 weitere Male – zumeist für Paul Merson – zum Einsatz.
Es folgte die sportlich erfolgreichste Saison in der Profikarriere von Stephen Hughes. Wenngleich er mit Emmanuel Petit, Patrick Vieira und Marc Overmars hochkarätige Konkurrenz im Mittelfeld besaß, stattete ihn der Klub mit einem neuen Fünfjahresvertrag aus und der „Linksfuß“ zeigte sich sowohl über die Außenposition als auch zentral mit guten Pässen und Flanken sowie im Zweikampf in 17 Premier-League-Spielen als gute Ergänzung. Sämtliche seiner drei Pflichtspieltore in der Saison 1997/98 gelangen ihm gegen den Stadtrivalen FC Chelsea und am Ende gewann er die englische Meisterschaft.
Der endgültige Durchbruch ließ jedoch weiter auf sich warten. In der Saison 1998/99 stand er in nur vier Ligapartien in der Startelf und gleich zu Beginn der folgenden Spielzeit 1999/2000 lieh in der Klub im Juli 1999 an den Zweitligisten FC Fulham aus – mit der Aussicht auf einen dauerhaften Wechsel bei entsprechend sportlich positiver Entwicklung. Nach einem Armbruch zum Ende der vorangegangenen Saison fehlte Hughes jedoch die Spielpraxis und nach gut einem Monat kehrte er vorzeitig zu Arsenal zurück. Dort war er – von wenigen Ausnahmen abgesehen – nur noch Teil der Reservemannschaft, was ihn wiederum endgültig dazu veranlasste, sich nach einem neuen Verein umzuschauen. Für eine Ablösesumme von gerade einmal 500.000 Pfund signalisierte schließlich der FC Everton im März 2000 sein Interesse an einer Verpflichtung. Im Erfolgsfall hätte sich der Betrag auf maximal drei Millionen Pfund weiter erhöhen können.

### Karriereknick: Everton, Watford und Charlton (2000–2003)
Dass Hughes in Everton ebenso wenig sein dauerhaftes Glück finden würde, zeigte sich in den restlichen Spielen der Saison 1999/2000 noch nicht. Hughes schien sich im linken Mittelfeld als Teil der von Trainer Walter Smith neu aufgebauten Elf prima zurechtzufinden, bevor er nach den ersten sechs Ligaspielen der Saison 2000/01 vorläufig aus der Stammformation fiel und nach einer weiteren Serie von sieben Einsätzen mehr oder weniger vollständig den Anschluss verlor. Gerüchten zufolge fürchtete die Vereinsführung des FC Everton die erhöhte Ablösesumme auf bis zu drei Millionen Pfund, die man angesichts der wechselhaften Leistungen von Stephen Hughes nicht zu zahlen bereit war und so standen die Vorzeichen deutlich in Richtung eines vorzeitigen Endes. Mit Gianluca Vialli vom Zweitligisten FC Watford fand sich im Sommer 2001 schnell ein neuer Interessent.
Anfangs sah es auch in Watford danach aus, als würde Hughes eine wichtige Rolle im Mannschaftsumbau spielen, bevor Verletzungsprobleme für entscheidende Rückschläge sorgten. Nach einer Gehirnerschütterung im September 2001 hatte er speziell ab November des Jahres mit Leistenproblemen zu kämpfen, die im Januar 2002 eine Operation erforderlich machten und Hughes zu einer langen Pause zwangen. In den beiden folgenden Jahren bis zum Ende der Saison 2003/04 kam Hughes schließlich in keinem einzigen Profispiel mehr zum Einsatz, wobei er zwischenzeitlich im Sommer 2003 ablösefrei zum Premier-League-Verein Charlton Athletic weiter gezogen war.

### Coventry City (2004–2008)
Erst Peter Reid als Trainer des Zweitligisten Coventry City fand wieder Verwendung für ihn. Hughes übertraf hier mit 40 Ligaeinsätzen auf Anhieb die in ihn gesetzten Erwartungen, demonstrierte sein gutes Passspiel und Positionsverständnis und zeigte darüber hinaus als Kapitänsersatz für Tim Sherwood Führungsqualitäten. Dazu kam eine bemerkenswerte Leistung als Torwart, nachdem der etatmäßige „Keeper“ Ian Bennett vom Platz gestellt worden war und Hughes mit einigen Paraden ohne Gegentor blieb.
Rückschläge folgten in der Spielzeit 2006/07 in Form weiterer Verletzungsprobleme und die schmerzende Achillessehne beendete im November quasi vorzeitig seine Saison, wenngleich er am Ende sporadisch wieder zum Zuge kam. Glücklicherweise wendete sich im Jahr darauf das Blatt wieder zum Positiven und Hughes kam auf 38 Ligaeinsätze. Nach einem Start als Kapitän hatte ihm Trainer Micky Adams im November 2006 nach einer Niederlage gegen Stoke City das Amt kurzzeitig entzogen, dann aber im Dezember wieder eine Kehrtwende vollzogen. Nach der Entlassung von Adams zeigte Hughes unter Nachfolger Iain Dowie herausragende Leistungen und wurde dafür vom „Neuling“ gesondert gelobt.
In seinem letzten Jahr in Coventry interpretierte Hughes, der bei Teilen des Anhangs aufgrund seiner nicht übermäßigen Torgefahr nie unumstritten war, seine Mittelfeldrolle häufig defensiver und erst nach dem Trainerwechsel hin zu Chris Coleman musste er wieder offensiver agieren. Dabei tat er sich zunehmend schwer, entsprechende Akzente zu setzen, da er mit seinem nicht mehr ganz so ausgeprägten Tempo die gegnerischen Defensivverbünde nur noch selten in Verlegenheit bringen konnte. So ging mit dem zum Ende der Saison 2007/08 auslaufenden Vertrag für Hughes die Zeit in Coventry zu Ende.

### FC Walsall (2008–2009)
Das letzte Profijahr 2008/09 verbrachte Hughes beim Drittligisten FC Walsall, dem er sich Anfang August 2008 angeschlossen hatte. Er wurde sofort zum Kapitän berufen, sollte im Mittelfeldzentrum für die notwendige Erfahrung sorgen und erledigte diese Aufgaben zumeist zuverlässig und unauffällig. Zum Ende mehrten sich jedoch wieder die Blessuren und so beließ man es bei der einen Saison für die „Saddlers“. Der Vertrag wurde anschließend nicht mehr verlängert.

## Titel/Auszeichnungen
- Englische Meisterschaft (1): 1998
- Charity Shield (1): 1998
- FA Youth Cup (1): 1994